# Arrows A1B
La Arrows A1B fu una vettura di Formula 1 impiegata dalla scuderia inglese nella parte iniziale della stagione 1979. Disegnata da Tony Southgate, in monoscocca d'alluminio, era spinta dal tradizionale motore Ford Cosworth DFV, aveva il cambio Hewland FGA400 ed era gommata Goodyear. Venne impegnata nelle prime 8 gare stagionali da Riccardo Patrese e Jochen Mass, prima dell'arrivo dell'innovativa A2, che però non riscosse il successo sperato.